# ゆきのいろ
「ゆきのいろ」は、ポルノグラフィティの楽曲。2011年11月23日にSME Recordsより34作目のシングルとしてリリースされた。

## 概要
前作「ワンモアタイム」から約2か月ぶりのリリース。
前作に続き、本作でも本間昭光（ak.homma）がトータル・プロデューサーに配され、楽曲毎に異なるアレンジャーを迎える形を採用している。また本作のクレジットでは、レコーディングに参加したスタジオ・ミュージシャンについて、従来の「Musicians」ではなく「Guest Musicians」と表記するようになった。
初回生産限定盤（CD+DVD）と通常盤（CD）の2形態でのリリース。初回生産限定盤の付属DVDには、同年9月10日・11日に開催された『つま恋ロマンスポルノ'11 〜ポルノ丸〜』で披露された楽曲のひとつ「元素L」のライヴ・バージョンを再現した、スタジオセッション（「元素L 〜つま恋Ver.〜 Studio Session」）の模様が収録されている。なお、「元素L 〜つま恋Ver.〜 Studio Session」は本作の3曲目（M-3）にも収録されている。
本作のリリース日（2011年11月23日）には「日本で最も美しい雪の結晶が降る街」と称される北海道旭川市の雪の美術館で、カップル1組のためのプレミアムライブを開催した。これは表題曲「ゆきのいろ」の曲名と歌詞の内容にちなみ、「これから新たな人生を共に歩んでいくカップルにこの歌をプレゼントしたい」というメンバーの発案によるもので、結婚式スポットでもある雪の美術館の音楽堂で、2011年に同美術館で結婚式を挙げたカップルの中から抽選で選ばれた1組が招待された。
オリコンでの初登場は8位と、3rdシングル『ミュージック・アワー』から連続でTOP10入りを果たしたが、連続TOP5入りは本作で途切れることとなった。

## 収録曲

### CD
編曲：Porno Graffitti（#1-#3）, Tomi Yo（#1）, 朝本浩文（#2）
1. ゆきのいろ
作詞・作曲：新藤晴一
  - 表題曲としては初の「冬」をテーマとした楽曲[4]。歌詞は「一枚の絵」に例えて、「色を塗り重ねていくうちに意味のあるものへとなっていく」「大切な人を想う気持ち」を描いたミディアム・バラード[2][7][9]。
  - 全ひらがな表記の表題曲は「あなたがここにいたら」以来。当初、曲名の候補に「雪の色」や「ゆきのはな」などがあったが、新藤曰く、「似たようなタイトルですでに有名な曲があること」「曲を作った本人（新藤）が曲名を間違えたこと[10]」などの理由により、全ひらがな表記の「ゆきのいろ」に決まったという[11]。
  - デモ楽曲は2011年6月までに出来上がっていたもの[4]。当初、作曲者の新藤はカップリング曲に良いとしていたが、他のスタッフの間では好評だったことに加え、アレンジを何度も重ねるうちにより良くなったことから表題曲になったという[4]。なお、表題曲に決まった後もアレンジの試行錯誤を繰り返し続けたとのこと[4]。
  - 本楽曲をテレビで披露する際、新藤はスタジオに台に固定されたクラシック・ギター、ストラップで肩がけしたエレクトリック・ギターの2本を併用して演奏している[12][13][14][15]。
  - MV は「映像自体にひとひねり工夫が欲しい」というメンバーからの意向で、映像がミニチュアのように映るシフトレンズを使用して行われた[16]。 撮影地は横浜港シンボルタワー。
  - 2011年11月21日放送のTBS系列『カミスン!』に出演した際、デビュー以来顔を合わせている番組MCの中居正広は「曲のタイトル『ゆきのいろ』のきれいな響きが好き」「（ポルノグラフィティは）夏のイメージが強く、冬のイメージが全くなかったので、岡野さんの荒々しい歌い方と静かなメロディが新鮮でした」と感想を述べた[13]。
2. 生まれた街
作詞・作曲：岡野昭仁
  - 歌詞は遠く離れた故郷（生まれた街）への想いやメッセージがテーマとなっている[17]。
  - UKソウルやダブなどのテイストを取り入れ、イントロからアウトロまでベースとバスドラムを軸としたメロディが終始続く。
  - アレンジャーはMUTE BEATの元メンバーである朝本浩文。朝本はUAのプロデュースを手掛けており、今回のオファーは岡野が1996年に発表されたUAのアルバム『11』に衝撃を受けたことがきっかけだと語っている[注釈 1]。
3. 元素L 〜つま恋Ver.〜 Studio Session
作詞：新藤晴一 作曲：ak.homma
  - 4thアルバム『WORLDILLIA』に収録された楽曲のアレンジバージョン。2011年9月10日・11日の『つま恋ロマンスポルノ'11 〜ポルノ丸〜』でメンバー2人によって披露されたライヴバージョンを元に再現したスタジオセッション。アコースティック調のアレンジはサポートメンバーのNAOTO（ヴァイオリン）のアドバイスによって生まれたもの[3]。
  - ギターアレンジはバンド名の由来ともなったEXTREMEのアルバム『pornograffitti』の収録曲であり、1991年に全米No.1ヒットとなった彼らの代表曲「More Than Words」のオマージュ。
  - セッションに際して、『m-CABI』でも演奏に参加した佐野聡（クロマティック・ハーモニカ、パンデイロ）、ベーシストの竹下欣伸（ウッドベース）の2人を迎えた。

### DVD
1. 元素L 〜つま恋Ver.〜 Studio Session
スタジオセッションの様子に、『つま恋ロマンスポルノ'11 〜ポルノ丸〜』（2011年9月11日公演）の模様の一部を交えた映像作品[3]。

## 収録アルバム
ゆきのいろ
- PANORAMA PORNO
- PORNOGRAFFITTI 15th Anniversary "ALL TIME SINGLES"

## 発売日一覧
| 地域 | 規格             | 作品 | 情報           |
| ---- | ---------------- | --- | -------------- |
| 日本 | 着うた（着信音） | 「ゆきのいろ」AメロVer. 「ゆきのいろ」1サビVer. 「ゆきのいろ」大サビVer. 「ゆきのいろ」1サビVer.[リングバックトーン] | 2011年11月16日 |
| 日本 | CD               | ゆきのいろ | 2011年11月23日 |
| 日本 | 着うた（着信音） | 「生まれた街」AメロVer. 「生まれた街」1サビVer. 「生まれた街」1サビVer.[リングバックトーン] 「元素L 〜つま恋Ver.〜 Studio Session」AメロVer. 「元素L 〜つま恋Ver.〜 Studio Session」1サビVer. 「元素L 〜つま恋Ver.〜 Studio Session」1サビVer.[リングバックトーン] | 2011年11月23日 |

## 演奏参加
| Porno Graffitti                            | Porno Graffitti                                                                |
| ------------------------------------------ | ------------------------------------------------------------------------------ |
| 岡野昭仁                                   | ヴォーカル、コーラス                                                           |
| 新藤晴一                                   | ギター（エレクトリック・ギター、クラシック・ギター、アコースティック・ギター） |
| Guest Musicians                            |                                                                                |
| M-1「ゆきのいろ」                          |                                                                                |
| 屋敷豪太 （MUTE BEATの元メンバー）         | ドラムス                                                                       |
| 松本圭司                                   | Apf, Epf                                                                       |
| 金原千恵子ストリングス                     | ストリングス（ヴァイオリン他）                                                 |
| Tomi Yo                                    | オルガンおよびその他の音源                                                     |
| M-2「生まれた街」                          |                                                                                |
| 池畑潤二                                   | ドラムス                                                                       |
| Hisayo（GHEEE）                            | ベース                                                                         |
| 朝本浩文（MUTE BEATの元メンバー）          | Epf、オルガン、その他の音源                                                    |
| M-3「元素L 〜つま恋Ver.〜 Studio Session」 |                                                                                |
| 佐野聡                                     | クロマティック・ハーモニカ、パンデイロ                                         |
| 竹下欣伸                                   | ウッドベース                                                                   |
| NAOTO                                      | ライヴ・アレンジメント・アドバイザー                                           |